# Lautaro de Buin
O Lautaro de Buin, também conhecido como Lautaro, é um clube esportivo localizado em Buin, município da província de Maipo, na região metropolitana de Santiago, no Chile. Foi fundado em 1 de fevereiro de 1923.
A sua principal atividade é o futebol, onde joga na Segunda División Profesional, a terceira divisão do futebol chileno.
O clube manda seus jogos no Lautaro de Buin, também situado em Buin, com capacidade aproximada para 3.700 espectadores.
Seu grande passo rumo ao profissionalismo se deu em 2018, quando conseguiu promoção à Segunda División Profesional com a conquista do título da Tercera División A, seu primeiro título, ao vencer o Deportes Rengo. A equipe estreou como profissional no dia 7 de abril de 2019, com um empate em 1–1 contra Fernández Vial, no Estádio Ester Roa Rebolledo, em Concepción.
Em 8 de fevereiro de 2021, o clube conseguiu a promoção à Primera B, a divisão de prata do futebol chileno, pela primeira vez em sua história, além de sagrar-se campeão da Segunda División Profesional, após vencer o General Velásquez por 2–1 no Estádio El Teniente, em Rancagua. Em 5 de maio de 2021, a Associação Nacional do Futebol Profissional (ANFP) retirou o acesso e o título, e determinou a expulsão do clube, acusando-o de apresentar documentação falsa nos contratos dos jogadores Martínez e Barrera. Por fim, em 10 de junho de 2021, ficou resolvido que seriam subtraídos seis pontos de sua campanha na Segunda División Profesional de 2020 como punição, em troca da reversão de sua desfiliação, permitindo-lhe retornar ao futebol profissional, mas permanecendo na terceira divisão, concedendo o título e a promoção à segunda divisão profissional ao Fernández Vial.

## Títulos

### Futebol masculino
| Divisão | Competição         | Total | Ano(s) / Temporada(s) | Fonte       |
| ------- | ------------------ | ----- | --------------------- | ----------- |
| Quarta  | Tercera División A | 1     | 2018                  | [ 1 ] [ 2 ] |